# 布尔拉
布尔拉（Burla），是印度奥里萨邦Sambalpur县的一个城镇。总人口39188（2001年）。

## 人口
该地2001年总人口39188人，其中男性20563人，女性18625人；0—6岁人口4327人，其中男2191人，女2136人；识字率73.89%，其中男性为81.12%，女性为65.91%。